# Glycyrrhiza echinata
Glycyrrhiza echinata là một loài thực vật có hoa trong họ Đậu. Loài này được Carl Linnaeus mô tả khoa học đầu tiên năm 1753.

## Từ nguyên
Tính từ định danh echinata là tiếng Latinh nghĩa là gai, để nói tới các quả đậu nhiều gai che phủ, như trong mô tả của Linnaeus (Leguminibus echinatis. Glycyrrhiza capite echinato).

## Phân bố
Loài này có tại Armenia, Azerbaijan, Bắc Macedonia, Bosna và Hercegovina, Bulgaria, Croatia, Gruzia, Hungary, Hy Lạp (gồm cả các đảo Đông Aegea), Iran, Kazakhstan, Kosovo, Liban, Montenegro, Nga (phần thuộc châu Âu và Krym), Palestine, Romania, Serbia, Slovenia, Syria, Thổ Nhĩ Kỳ, Turkmenistan, Ukraina.

## Hình ảnh

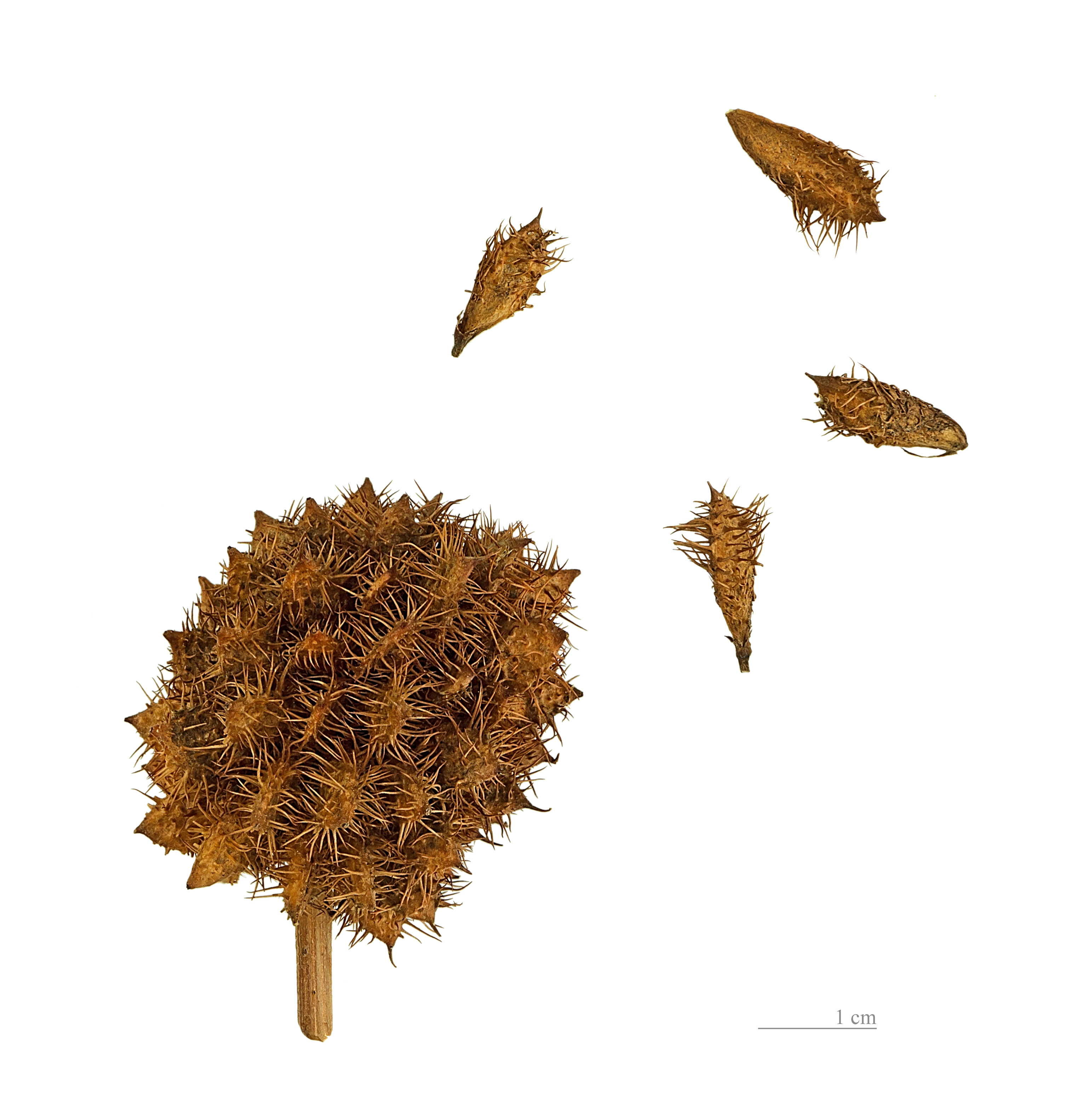
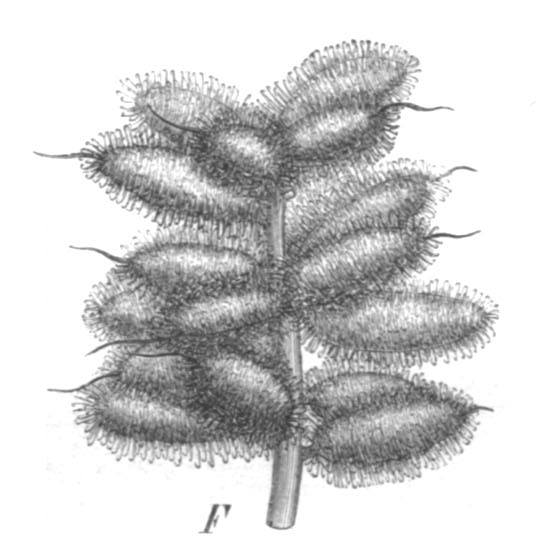
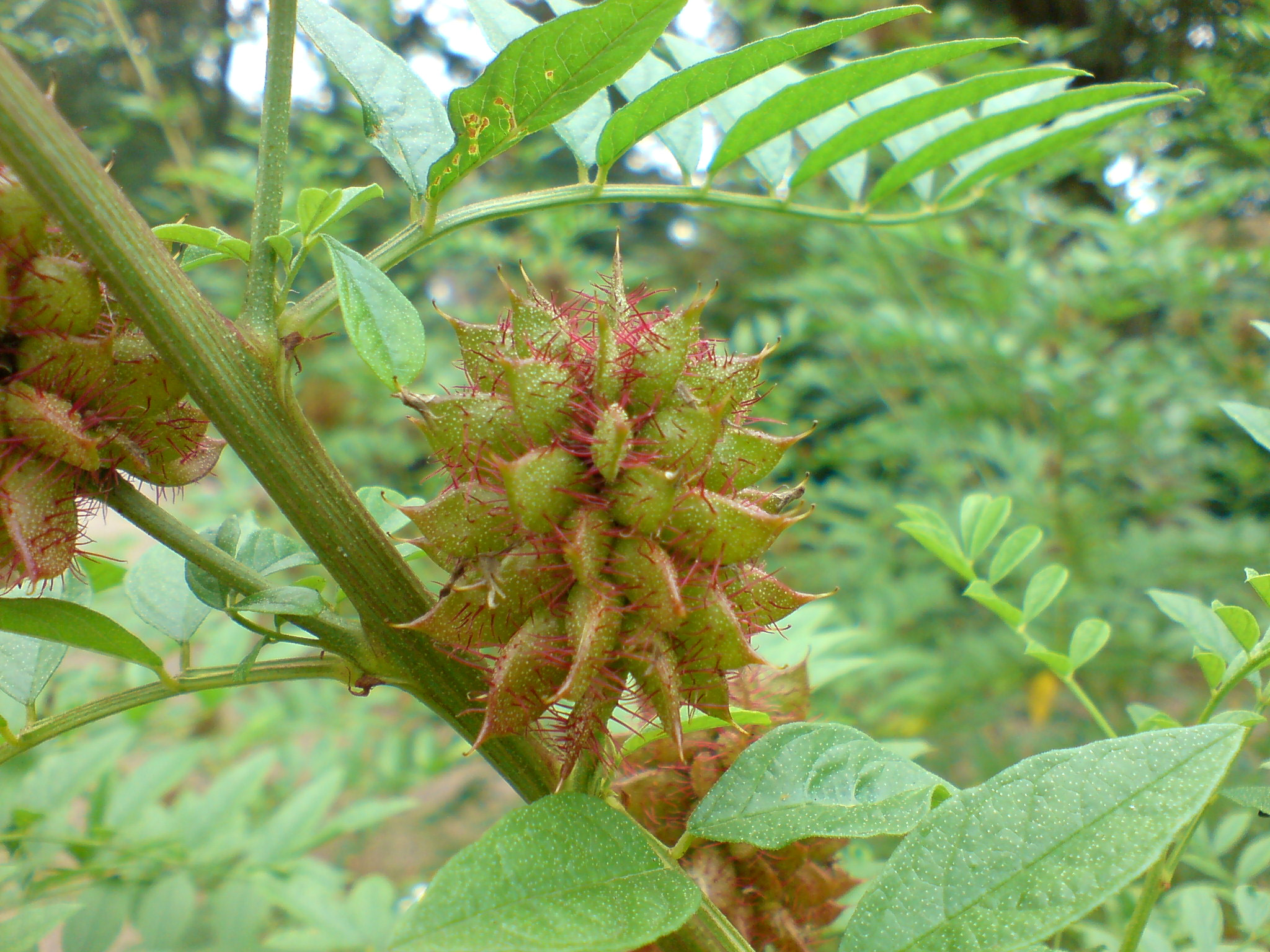
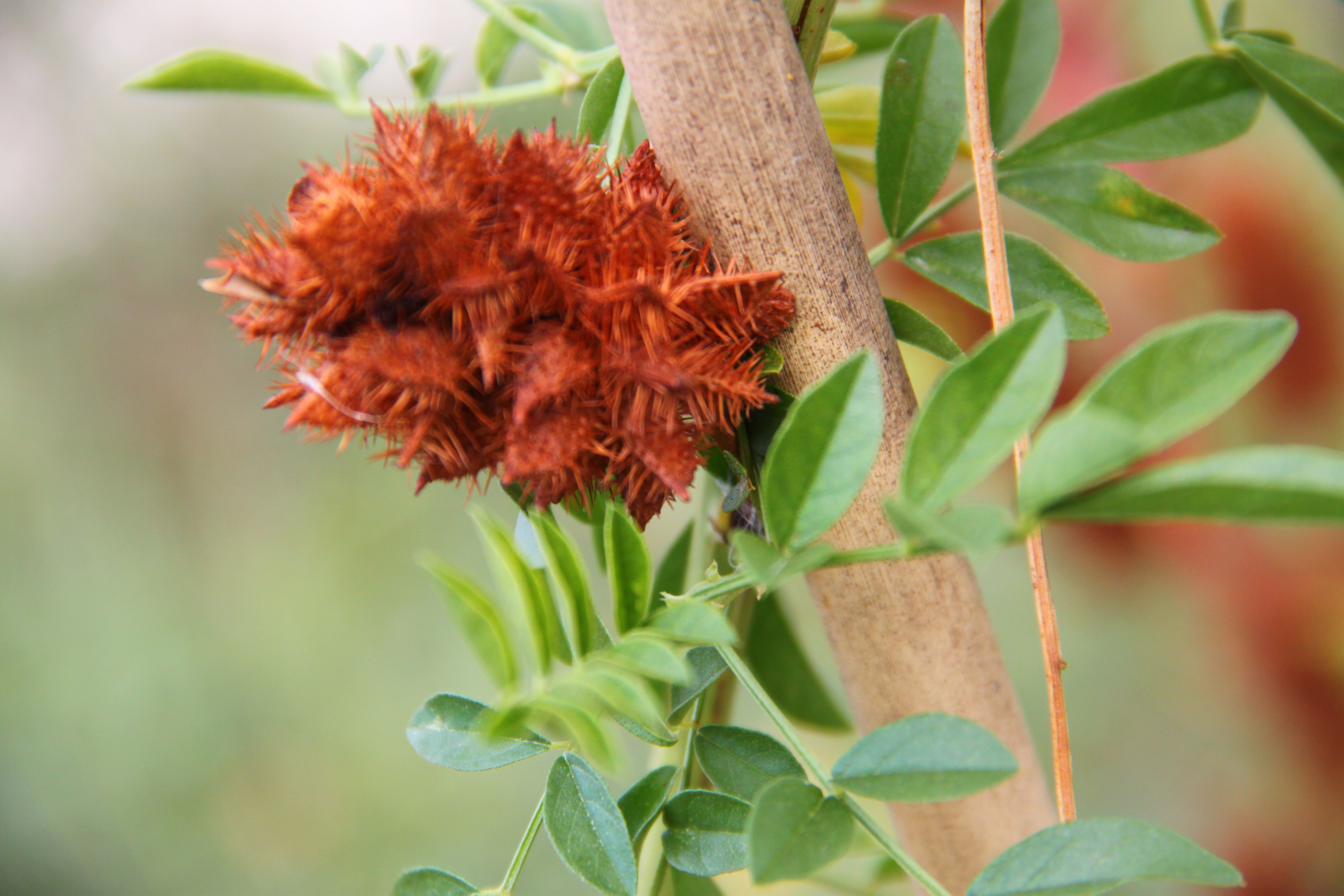
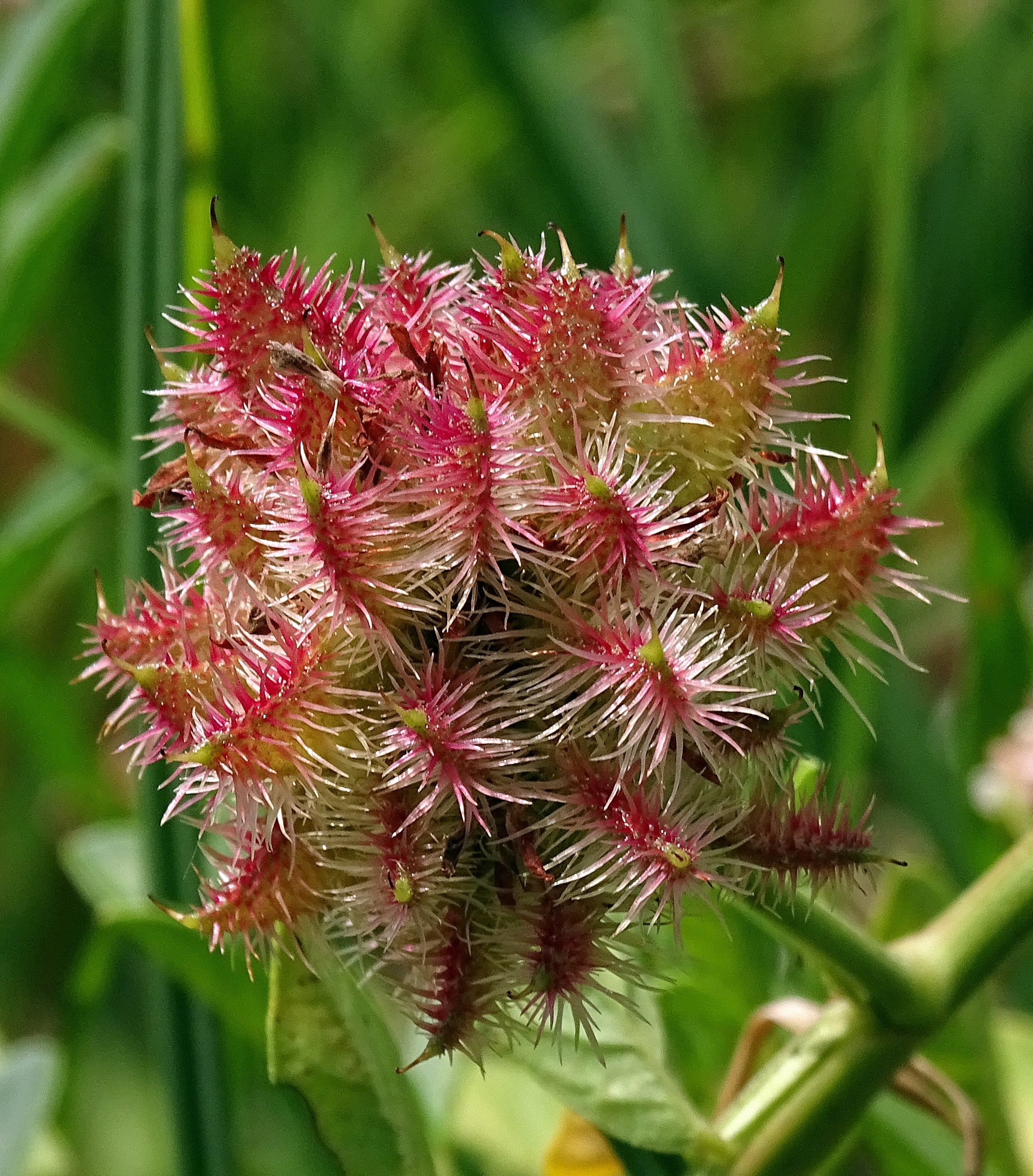

## Mô tả
Cây lâu năm cao 50–130 cm. Thân phủ phục hoặc mọc thẳng. Lá 3-6 cặp lá chét hình elip, lá chét dài tới 45 mm, thu hẹp ở đáy và đỉnh. Lá kèm hình mác. Cụm hoa dày đặc, gần như hình cầu. Hoa dài tới 10 mm, màu tía-lam. Nở hoa trong nửa sau mùa hè. Quả đậu trong đầu hình cầu dày đặc, hình trứng hoặc elip, dài tới 16 mm, nửa trên rậm gai che phủ. Rễ có vị ngọt.